# Антонин Скалија
Антонин Грегори Скалија (енгл. Antonin Gregory Scalia, Трентон, Њу Џерзи, САД, 11. март 1936 — Марфа, Тексас, 13. фебруар 2016) био је амерички правник који је служио као придружени судија Врховног суда Сједињених Америчких Држава. Именовао га је Роналд Реган 1986, како би попунио упражњено место Вилијама Ренквиста, који је именован за председника суда. Скалијино именовање је једногласно потврђено у Сенату САД.
Скалију су често описивали као „интелектуални стуб“ конзервативног крила Суда. У скоро 30 година колико је провео у Суду, Скалија је заступао конзервативну идеологију у својим мишљењима, заговарајући текстуализам у тумачењу закона и оригинализам у тумачењу устава. Снажно је бранио овлашћења извршне власти, верујући да председничка овлашћења треба да буду најважнија у многим областима. Противио се афирмативној акцији и другим политикама које третирају мањине као групе. Писао је издвојена мишљења у великом броју случајева, а у својим несагласним мишљењима често је оштро критиковао већину.